# Miconia cionotricha
Miconia cionotricha là một loài thực vật có hoa trong họ Mua. Loài này được L. Uribe mô tả khoa học đầu tiên năm 1964.